# Corynanthe paniculata
Corynanthe paniculata là một loài thực vật có hoa trong họ Thiến thảo. Loài này được Welw. mô tả khoa học đầu tiên năm 1869.